# Dave Benton
Dave Benton (nacido Efren Eugene Benita; Oranjestad, Aruba; 31 de enero de 1951) es un cantante de pop estonio ganador del Festival de la Canción de Eurovisión de 2001.

## Biografía
Nació en 1951 en la isla caribeña de Aruba y con 20 años de mudó a Estados Unidos. Como batería y corista trabajó para The Drifters, Tom Jones, Billy Ocean, José Feliciano y los Platters. Mientras vivía en los Países Bajos en los años 80, conoció a su futura esposa, la estonia Maris, en un crucero, y se radicó en Estonia en 1997. 
Benton ha tenido una carrera musical muy variada en el norte de Europa. Ahora vive en Estonia con su mujer y sus dos hijas, Sissi y Lisa. Dave participó en la producción del musical alemán 'City Lights'. A pesar de que tiene algunos álbumes grabados, uno de ellos en su lengua nativa, el papiamento, su carrera hasta la fecha lo define más como un artista de actuaciones en directo que como un artista que graba discos.
En el Festival de la Canción de Eurovisión 2001 representó a Estonia, junto al cantante de rock Tanel Padar y la boyband 2XL con el tema "Everybody", alzándose con el triunfo después de haber recibido 198 puntos, lo que permitió a Estonia celebrar en sus tierras el Festival del año siguiente.